# 五貫裁き
五貫裁き（ごかんさばき）は、落語の演目。名奉行と言われた大岡忠相を重要な役に据えた、『大岡政談』の1つである。

## あらすじ
賭博場の使い走りをしていたが大病を患い、寝込むことになった八五郎は、闘病中に仲間が誰も見舞いに来なかったことから、自分の人生を見直して堅気になると決意した。八百屋をやりたいと相談しに来た八五郎に、大家は奉加帳（カンパを記録するための帳面）を作って「最初に金持ちの所に行け」と助言する。喜んだ八五郎は早速募りに行くが、なぜか数分で傷だらけになって戻ってきた。
話を聴くと、八五郎は最初に質屋をやっている『徳力屋』という所に行ったが、番頭に初筆三文と書かれて唖然となり、押し問答をしていると、そこへ徳力屋の旦那がやってきて「書き直す」というので、てっきり増やしてくれると思ったが、減らされてしまったという。頭にきた八五郎は一文を徳力屋に投げつけ、殴ろうと飛びかかったら煙管で殴られてしまったらしい。それを聞いた大家は、なぜか「面白いな」と呟き、今度は奉行所に訴え出ることを助言した。
裁きを担当したのはあの大岡越前だったため、八五郎はいい裁きが聞けると思ったが、何とお金を粗末にしたという理由で罰金を払うことになってしまう。その額は五貫（5000文）であり、まとめては払えないため、八五郎が日に一文ずつ徳力屋に渡し、徳力屋が奉行所に払いに行くことになった。当然ながら八五郎は大家を責めるが、「ますます面白い」と何処吹く風の大家は「一文は自分が出してやる」と言い、帰ってしまった。
その翌朝、まだ夜も明けないうちから八五郎宅を大家が訪れ、一文を払うようにと言う。案の定、行ってみると徳力屋はまだ眠っている。それを無理やり叩き起こし、「奉行所に持っていく」と半紙に受け取りを書かせて一文を収めたのだ。その後、店の店員が一文を奉行所に収めに行くが、「主自身が町役人五人組同道で持って来い」と突っ返されてしまった。五人組はただでは動いてくれないため、仕方なく報酬を渡して付き合ってもらうが、今後も五人組同道で持ってくるよう言われてしまう。
毎日毎日、夜になると八五郎が一文返しにやって来る。何日も安眠を妨害された徳力屋は、「奉行も糸瓜もあるか」と激怒してしまうが、そこへ話を聴いた同心が怒鳴り込んできたため、驚愕する。
その一件で、やっと大家の魂胆が分かって面白くなった八五郎は、大家の勧めで日中に睡眠を取り、夜になると夜通し徳力屋に一文返しに行き、眠れないようにしてしまった。これには流石の徳力屋も参ってしまう。計算をしてみると、このままだと13年は眠れぬ日が続き、受け取りの用の半紙が5000枚、なにより五人組への謝礼が莫大な量になってしまうことが判明する。焦った徳力屋に示談を提案された八五郎は、打ち合わせどおりに大家に話を持って行き、結局20両で示談にしてもらった。
その後、徳力屋は善行に目覚め、世間のために尽くしたという。なお、徳力屋は徳力本店として現在も存続し、営業している。

## 主な演者

### 物故者
- 七代目立川談志

### 現役
- 七代目むかし家今松
- 三遊亭歌武蔵
- 柳家三三
- 四代目三遊亭歌奴
- 三遊亭わん丈